# Teodor Ascides
Teodor Ascides (Theodorus Ascidas, Θεόδωρος Ἀσκιδᾶς) fou un monjo bizantí nadiu de Capadòcia, primer monjo al monestir de Nova Laura a Palestina i després arquebisbe de Cesarea de Capadòcia en el regnat de Justinià I. Va morir el 558 a Constantinoble.
Fou nomenat per la seva seu probablement vers el 536 i va residir molt poc a Cesarea, ja que era freqüent a la cort on gaudia de la confiança de l'emperador, i tanmateix de l'emperadriu Teodora (muller de Justinià I), potser per les simpaties d'aquesta pels acèfals.
Quan les doctrines d'Orígenes van reviure als monestirs de Palestina i singularment a Nova Laura, el patriarca de Jerusalem Eustoqui va expulsar del monestir als monjos origenistes i els va obligar a fugir, però això va ajudar a difondre més les seves creences arreu; entre els que van adoptar les creences i va haver Teodor Ascides, que fou el més actiu i influent i va clamar contra Eustoqui com injust i impiu; el patriarca va enviar emissaris a Constantinoble dirigits per Conó del monestir de Sant Saba i Ruf del monestir de Sant Teodosi; Teodor va mantenir els seus punts de vista però l'emperador fou convençut per Pelagi el Diaca, legat del papa Vigili I, i per Mennes, patriarca de Constantinoble, per condemnar algunes posicions dels origenistes i anatemitzar al seu autor.
Tot i el seu fracàs en la defensa d'aquestes doctrines, Teodor va romandre al costat de l'emperador amb la idea de reconciliar als monofisites amb l'església i va publicar un libel on va condemnar les tres decisions (tria Capitula) del concili de Calcedònia, reconeixent l'ortodòxia de Teodoret, de Teodor de Mopsuèstia (reverenciat per la facció oposada) i l'epístola d'Ibes d'Edessa; això va causar problemes, i el papa Vigili I es va negar a reconèixer la condemna del concili i va anatemitzar i deposar Teodor si bé això no va tenir cap efecte real; l'emperador va romandre entestat en el seu projecte i el suborn i la persecució foren emprats sense límit per obtenir el suport eclesiàstic per l'edicte imperial; Teodor i Pelagi el legat papal dirigien els dos partits i van ocasionar seriosos disturbis que no es van acabar fins al V Concili Ecumènic o general (II Concili de Constantinoble) el 553 que d'una banda va condemnar a Orígenes i els seus seguidors i també a Teodor de Mopsuèstia, Teodoret, i Ibes. Teodor va subscriure finalment totes les condemnes.